# 资凤
资凤（1895年—1955年），中国人民解放军将领、中国人民解放军开国少将。
曾任中国人民解放军南京军区后勤部财务部政委。1955年，授予中国人民解放军少将，同年逝世。资凤是第一位逝世的中国人民解放军开国少将、开国将军。